# Umbilical Brothers
Umbilical Brothers é uma dupla australiana de comediantes. São conhecidos principalmente por seus números de efeitos especiais com a voz.

## História
David e Shane se conheceram em 1988 numa escola de teatro em Sydney, Austrália. Em 1990 começaram a se apresentar em casas de show locais e logo venceram um grande campeonato de stand-up comedy de Sydney. O prêmio foi uma passagem para se apresentar em Los Angeles, EUA.
Em 1995 participaram do show de comédia Just for Laughs em Montreal, Canadá. Evento este que foi televisionado em diversos países do mundo (no Brasil pelo Multishow). Depois disso ganharam um programa no Reino Unido chamado Umbilical TV.